# NGC 2743
NGC 2743 is een spiraalvormig sterrenstelsel in het sterrenbeeld Kreeft. Het hemelobject werd op 22 februari 1787 ontdekt door de Duits-Britse astronoom William Herschel.

## Synoniemen
- UGC 4760
- MCG 4-22-9
- ZWG 121.13
- IRAS09019+2512
- PGC 25496